# Goianópolis
Goianópolis, também conhecido como Maiadô, é um povoado do município brasileiro de Pirenópolis, no estado de Goiás.
Fundada em 1963, fica a 38 km da sede de Pirenópolis, na divisa entre Pirenópolis e Goianésia. Seus indicadores são bons, sendo a agropecuária a principal atividade econômica do distrito. O povoado, além de muito bem organizado, conta com duas mercearias, sorveteria, oficina mecânica, igrejas. 
Um Censo realizado pela Escola Estadual José Galdino (escola do povoado), constatou que existe por volta de 273 habitantes no local (dados de janeiro de 2023). Possui outras comunidades circunvizinhas, como: Lagolândia, Placa, Capela. Ficando apenas 40km de Goianésia, sendo 7km desse total ainda é estrada de chão. 
Maiadô, com é popularmente conhecido, ganhou esse nome após abrigar o gado dos fazendeiros da região. Era onde as vacas "maiavam". Em janeiro e agosto, é comemorado a maior festa religiosa do povoado. 